# کردامیر
کُرداَمیر (به ترکی آذربایجانی: Kürdəmir) یک شهر در جمهوری آذربایجان است که در شهرستان کردامیر واقع شده‌است. کردامیر ۱۹٬۰۸۸ نفر جمعیت دارد و -۹ متر بالاتر از سطح دریا واقع شده‌است.

## جمعیت
جمعیت این شهر بر اساس سرشماری سال ۱۹۸۹ میلادی، ۱۵٫۳۸۵ نفر و بر اساس سرشماری سال ۲۰۰۸ میلادی، ۱۷٫۸۰۰ بوده‌است.